# Jasmin (Vorname)
Jasmin ist ein überwiegend weiblicher Vorname.

## Herkunft und Bedeutung
Der Name Jasmin geht auf das persische Wort یاسمین yasamin zurück und ist der persische und arabische Name der Jasminpflanze.

## Verbreitung

### Weiblicher Vorname
Als weiblicher Vorname war Jasmin in Österreich vor allem in den 1990er Jahren beliebt. Seit Mitte der 2000er sinkt die Beliebtheit, heute wird er nur noch selten vergeben. Von 1984 bis 2022 wurde er etwa 11.600 Mal bei der Namenswahl berücksichtigt. Ein ähnliches Bild zeigt sich für die Schweiz. Der Name wurde dort von 1950 bis 2022 rund 9.800 Mal vergeben.
In Deutschland begann in den 1960er Jahren ein steiler Aufstieg von Jasmin in den Vornamenscharts. Zwischen 1982 und 2001 gehörte der Name durchgängig zu den 30 beliebtesten Mädchennamen. Seitdem wird der Name immer seltener vergeben. Im Jahr 2021 belegte Jasmin Rang 94 in der Hitliste. Der Name wird dabei meistens in der Schreibweise Jasmin, seltener Yasmin vergeben.
Der Name war in Dänemark vor allem in den frühen 2000er Jahren verbreitet. Im Zeitraum 1998 bis 2012 wurden zwischen 2 und 6 von 1000 neugeborenen Mädchen so genannt. Jasmin wird in Norwegen und Schweden seit Mitte der 1990er Jahre regelmäßig vergeben, er ist aber nicht sonderlich beliebt.
In den Niederlanden wird der Name seit den 1950er Jahren regelmäßig vergeben. Seit der Jahrtausendwende ist seine Popularität leicht gestiegen, sonderlich beliebt ist er hingegen nicht. Auch in Belgien kommt Jasmin seit 1995 fast alljährlich in der Namensgebung vor, jedoch ist er nur mäßig beliebt. Die Vergabe des Namens setzte in Frankreich am Anfang der 1990er Jahre ein, er wird aber eher selten vergeben. In Polen werden seit 2000 jedes Jahr neugeborene Mädchen Jasmin genannt, wobei der Name nicht sonderlich verbreitet ist.
Jasmin wird in England seit 1996 alljährlich bei der Namenswahl berücksichtigt, jedoch ist seine Vergabe rückläufig. Zwischen 1996 und 2003 lag der Name noch in den Top 200, seit 2012 ist er sogar aus den Top 400 gerutscht. In Irland und Schottland wird der Name seit den 1980er Jahren fast jedes Jahr als Mädchenname gewählt, aber in geringer Anzahl. Der Name ist in Kanada seit dem Jahr 1980 regelmäßig anzutreffen, in den letzten Jahren wurde er populärer. In den USA wird der Name seit Anfang der 1970er Jahre vergeben, mit steigender Beliebtheit bis zu den 1990er Jahren. Von 1993 bis 2006 befand er sich in den Top 200. Seitdem geht seine Beliebtheit jedoch stark zurück.
Zwischen den Jahren 1952 und 2023 befand sich Jasmin in Australien nur einmal in den Top 100, und zwar auf dem 84. Platz im Jahr 2001. Seit 2017 befindet sich der Name in Aserbaidschan in den Top 100, mit stetig steigender Tendenz. Im Jahr 2023 lag er auf dem 37. Platz.

### Männlicher Vorname
Als männliche Variante des weiblichen Namens Jasmina ist Jasmin vor allem in Bosnien und Herzegowina geläufig. In den dortigen Namensstatistiken bewegt Jasmin sich an der Grenze der 100 beliebtesten Jungennamen. Darüber hinaus ist Jasmin auch in Montenegro, Slowenien und Kroatien als Männername geläufig. In Tschechien ist der Name seit Mitte der 1990er Jahre sporadisch in den Top 200 anzutreffen. Der Name gilt in Dänemark und Norwegen als mäßig beliebt, dahingegen wird er in Schweden häufiger vergeben.

## Varianten

### Weibliche Varianten
- Arabisch: ياسمين Yasmin, ياسمينة Yasmina
- Bosnisch: Jasmina
- Deutsch: Jasmin
- Englisch: Jasmine, Jasmyn, Jazmin, Jazmine, Jazmyn, Jessamine, Jessamyn, Yasmin, Yasmine, Yazmin
- Französisch: Yasmina, Yasmine
- Hebräisch: יַסְמִין jasmin
- Italienisch: Gelsomina
- Kroatisch: Jasmina
  - Diminutiv: Jasminka
- Mazedonisch: Јасмина Jasmina
- Niederländisch: Jasmijn
- Persisch: یاسمن yasaman, یاسمین yasamin
  - Urdu: یاسمین Yasmin
- Portugiesisch: Yasmin, Yasmim, Iasmin, Iasmim
- Serbisch: Јасмина Jasmina
- Slowenisch: Jasmina
- Spanisch: Jazmín, Yasmin, Yasmina
- Tschechisch: Jasmina
- Türkisch: Yasemin
- Ungarisch: Jázmin

### Männliche Varianten
- Serbisch, Bosnisch: Jasmin

## Bekannte Namensträgerinnen

### Jasmin
- Jasmin Arnoldt (* 1982), deutsche Schauspielerin, Synchronsprecherin und Sängerin
- Jasmin Bieri (* 1986), Schweizer Volleyballspielerin
- Jill-Jasmin Bumiller (* 1980), deutsche Schauspielerin
- Jasmin Chen (* 1989), taiwanische Springreiterin
- Jasmin Dolati (* 19**), österreichische Journalistin und Managerin
- Jasmin Duehring (* 1992), kanadische Radrennfahrerin
- Jasmin Gerat (* 1978), deutsche Schauspielerin und Moderatorin
- Jasmin Hekmati (* 1976), deutsch-iranische Redakteurin, Reporterin, Fernsehmoderatorin und Kochbuchautorin
- Jasmin Hutter (* 1978), ehemalige Schweizer Politikerin, Nationalrätin
- Jasmin Jannermann (* 1988), deutsche Fußballspielerin
- Jasmin Lord (* 1989), deutsche Schauspielerin
- Jasmin Minz (* 1993), polnisch-deutsche Schauspielerin
- Jasmin Moghbeli (* 1983), US-amerikanische Testpilotin und Raumfahrerin der NASA
- Jasmin Nemeth (* 1987), deutsche Fußballspielerin
- Jasmin Nunige (* 1973), Schweizer Ultramarathonläuferin und Skilangläuferin
- Jasmin Ouschan (* 1986), österreichische Poolbillardspielerin
- Jasmin Ramadan (* 1974), deutsche Schriftstellerin
- Jasmin Schornberg (* 1986), deutsche Kanutin
- Jasmin Schreiber (* 1988), deutsche Biologin, Autorin und Bloggerin
- Jasmin Schwiers (* 1982), belgische Schauspielerin
- Jasmin Sehan (* 1997), deutsche Fußballspielerin
- Jasmin Shakeri (*  1979), deutsch-iranische Schauspielerin, Sängerin und Songschreiberin
- Jasmin Siri (* 1980), deutsche Soziologin
- Jasmin Solfaghari (* 1963), deutsche Opernregisseurin
- Jasmin St. Claire (* 1970), US-amerikanische Wrestlerin
- Jasmin Tabatabai (* 1967), deutsch-iranische Schauspielerin und Sängerin
- Jasmin Tawil  (* 1982 als Jasmin Weber), deutsche Schauspielerin
- Jasmin Wagner („Blümchen“, * 1980), deutsche Sängerin und Moderatorin
- Jasmin Wöhr (* 1980), deutsche Tennisspielerin

### Jasmina
- Jasmina Hostert (* 1982), deutsche Politikerin (SPD)
- Jasmina Keber (* 1988), slowenische Crossminton-Spielerin
- Jasmina Kuhnke (* 1982), deutsche Comedy- und Buchautorin sowie Social-Media-Aktivistin des Antirassismus
- Jasmina Mihajlović (* 1960), serbische Schriftstellerin und Literaturkritikerin
- Jasmina Mukaetova (* 1981), mazedonische Sängerin
- Jasmina Neudecker (* 1987), deutsche Moderatorin und Regisseurin
- Jasmina Prpić (* 1954), deutsch-bosnische Juristin und Frauenrechtlerin
- Jasmina Rebmann-Janković (* 1986), niederländische Handballspielerin
- Jasmina Skalič (* 1994), slowenische Fußballspielerin
- Jasmina Suter (* 1995), Schweizer Skirennfahrerin
- Jasmina Tinjić (* 1991), bosnische Tennisspielerin
- Jasmina Al Zihairi (* 1989), deutsche Schauspielerin

### Jasminka
- Jasminka Cive (* 1981), österreichische Kampfsportlerin
- Jasminka Domaš (* 1948), kroatische Autorin

### Yasmin
- Yasmin Ahmad (1958–2009), malaysische Regisseurin und Schriftstellerin
- Yasmin Asadie (* 1985), deutsche Schauspielerin
- Yasmin Benoit (* 1996), britisches Model, Aktivistin und Schriftstellerin
- Yasmin Le Bon (* 1964), britisches Model und Modedesignerin
- Yasmin Canli (* 1984), deutsche Schauspielerin
- Yasmin Cury (* 1991), brasilianische Badmintonspielerin
- Yasmin Fahimi (* 1967), deutsche Gewerkschafterin (IG BCE) und Politikerin
- Yasmin Farooq (* 1965), US-amerikanische Steuerfrau im Rudern
- Yasmin Giger (* 1999), Schweizer Leichtathletin
- Yasmin Hafedh (* 1990), österreichische Rapperin
- Yasmin K., deutsche Popsängerin
- Yasmin Kwadwo (* 1990), deutsche Leichtathletin
- Yasmin Lee (* 1984), US-amerikanische Schauspielerin und Model
- Yasmin Levy (* 1975), israelische Sängerin
- Yasmin Paige (* 1991), britische Schauspielerin
- Yasmin Parvis (* 1977), deutsche Fernsehmoderatorin und -journalistin
- Yasmin Pietsch (* 1991), deutsche Fußballspielerin
- Yasmin Schnack (* 1988), US-amerikanische Tennisspielerin
- Yasmin Warsame (* 1976), kanadisches Supermodel
- Yasmin Mei-Yee Weiß (* 1979), deutsche Personalmanagerin, Professorin für Betriebswirtschaftslehre und Publizistin

### Yassamin
- Yassamin Ansari (* 1992), US-amerikanische Politikerin und zweite Irano-Amerikanerin, die in den US-Kongress gewählt wurde

## Bekannte Namensträger
- Jasmin Burić (* 1987), bosnischer Fußballtorwart
- Jasmin Fazlić (* 1986), bosnischer Sänger (besser bekannt als Jala)
- Jasmin Fejzić (* 1986), bosnischer Fußballtorwart
- Jasmin Handanovič (* 1978), slowenischer Fußball-Nationaltorhüter
- Jasmin Klapija (* 1985), schwedischer Fußballspieler
- Jasmin Kurtić (* 1989), slowenischer Fußballspieler
- Jasmin Perković (* 1980), kroatischer Basketballspieler
- Jasmin Pllana (* 1989), österreichischer Fußballspieler
- Jasmin Repeša (* 1961), Basketballtrainer aus Bosnien und Herzegowina
- Jasmin Spahić (* 1980), bosnischer Fußballspieler
- Jasmin Stavros (1954–2023), kroatischer Pop-Musiker